# Lústric Brucià
Marc Tici Lústric Brucià (llatí: Marcus Titius Lustricus Bruttianus; segle i-segle ii) va ser un senador romà.
L'any 108 Lústric junt amb Quint Pompeu Falcó van ser nomenats cònsols sufectes. A més, tenim un missatge d'un dels senadors, el dia de la Lletra de Plini el Jove que deia:
"Lustricius Bruttianus cum Montanium Atticinum comitem suum in multis flagitiis deprehendisset, Caesari scripsit. Atticinus flagitiis addidit, ut quem deceperat accusaret. Recepta cognitio est; fui in consilio. Egit uterque pro se, egit autem carptim et 'kata kephalaion', quo genere veritas statim ostenditur. Protulit Bruttianus testamentum suum, quod Atticini manu scriptum esse dicebat; hoc enim et arcana familiaritas et querendi de eo, quem sic amasset, necessitas indicabatur. Enumeravit crimina foeda manifesta; quae ille cum diluere non posset, ita regessit, ut dum defenditur turpis, dum accusat sceleratus probaretur. Corrupto enim scribae servo interceperat commentarios intercideratque, ac per summum nefas utebatur adversus amicum crimine suo. Fecit pulcherrime Caesar: non enim de Bruttiano, sed statim de Atticino perrogavit. Damnatus et in insulam relegatus; Bruttiano iustissimum integritatis testimonium redditum, quem quidem etiam constantiae gloria secuta est. Nam defensus expeditissime accusavit vehementer, nec minus acer quam bonus et sincerus apparuit."
Si Lústric administrà aquesta província, no ho sabem.